# Francisca Celsa dos Santos
Francisca Celsa dos Santos (* 21. Oktober 1904 in Cascavel, Ceará; † 5. Oktober 2021 in Fortaleza) war eine brasilianische Supercentenarian. Sie gilt als älteste Lateinamerikanerin aller Zeiten.

## Leben
Celsa dos Santos wurde am 21. Oktober 1904 (nach ihren Angaben am 22. Oktober) als Tochter von Raimundo Gertrudes dos Santos und Maria Antonia do Espirito Santo geboren. In ihrer Kindheit arbeitete sie im Haushalt und später als Verkäuferin von Spitzenwaren. Sie heiratete Raimundo Celso (1905–1979) und hatte mit ihm sechs Kinder: Maria Celsa (* 1935), Raimundo Celso (* 1936), José Celso (* 1939), Gerson Celso (* 1940), Maria Nazete (* 1946) und Maria Zelia (* 1948). Im Juli 1948 heirateten Celsa dos Santos und Celso erneut standesamtlich. Sie lebten lange in Pacajus im Bundesstaat Ceará.
Kurz nach dem Tod ihres Ehemanns am 4. September 1979 zog sie zu ihrer Tochter Maria Nazete Monteiro nach Messejana, einem Bezirk von Fortaleza, wo sie ihr restliches Leben verbrachte. Mit 85 Jahren wurde bei ihr ein bösartiger Tumor diagnostiziert. Laut ihrer Tochter glaubten die Ärzte nicht an Celsa dos Santos’ Genesung. Daher entschloss sich die Familie, sich auf den Glauben zu verlassen (obwohl sie nicht sehr religiös war), behandelte den Tumor mit Hausmitteln und ging nicht zu Ärzten. Seit 2012 war Celsa dos Santos auf den Rollstuhl angewiesen, nahm aber laut ihrer Tochter keine Medikamente, war selten krank und hatte keine größeren gesundheitlichen Probleme. Sie sei aber sehr schwach und leide an Verwirrungszuständen. Ihr Hausarzt war ihr Enkel Luzinei Monteiro. Ihre Ernährung bestand aus Milch und Ergänzungsmitteln, früher trank sie gern Limonade und aß Tapioka. Von ihren Kindern lebten 2019 nur noch ihre drei Töchter. Celsa dos Santos wurde von ihrer Enkelin Fransilvia gepflegt. Eine weitere Enkelin, Fernanda Aliny Barrozo, sagte, die Enkel behandelten Francisca wie ein Baby, und sie sei das Maskottchen der Familie. In der Covid-19-Pandemie blieb nur eine Person bei Francisca Celsa dos Santos und Vorsichtsmaßnahmen wurden verstärkt.
Die älteste lebende Person Brasiliens wurde sie am 16. Oktober 2017 nach dem Tod von Luzia Mohrs. Am 3. Oktober 2019 übertraf sie das Alter Maria Gomes Valentims und wurde zur ältesten Brasilianerin jemals. Die Validierung ihres Alters durch die Gerontology Research Group begann im November 2019, es war aber kompliziert, ihre Dokumente aus dem Standesamt in Pacajus zu erhalten. Am 9. Juli 2020 wurde ihr Alter von der GRG validiert. Damit galt sie bereits seit ihrer Verifizierung als zweitälteste Person Südamerikas hinter María Capovilla (am 3. Oktober 2021 übertraf sie deren Alter) sowie als drittältester lebender Mensch weltweit hinter Tanaka Kane und Lucile Randon und stieg auf Platz 23 der Liste der ältesten Menschen ein. Bei ihrem Tod am 5. Oktober 2021, 16 Tage vor ihrem 117. Geburtstag, war sie die elftälteste Person jemals.